# 翁廣平
翁廣平（1760年—1842年） ，字海琛，號海村，又號鶯漁翁，苏州府吴江县（今江苏省苏州市吴江区）平望鎮人。
幼通四聲，童子試屢不中，47歲始補府學生，清道光元年（1821年）舉孝廉方正。工詩畫古文。喜外國讀物，得“海外奇書”《吾妻鏡》，後參考日本國史數十種，嘉慶十九年（1814年）補述成《吾妻鏡補》三十卷，“凡七閱歲，五易稿而成《吾妻鏡補》”，增補世系表十卷，地理、風土、食貨、職官、藝文、兵事等二十卷。另著有《書湖州莊氏史獄》、《聽鶯居文鈔》、《平望志》等。